# Diplusodon grahamiae
Diplusodon grahamiae är en fackelblomsväxtart som beskrevs av T.B.Cavalc.. Diplusodon grahamiae ingår i släktet Diplusodon och familjen fackelblomsväxter. Inga underarter finns listade i Catalogue of Life.